# Undercover (2017)
Undercover ist ein französischer Porno-Spielfilm des Regisseurs Hervé Bodilis aus dem Jahr 2017. Er gilt als Blockbuster von Marc Dorcel und wurde mit einem in der Pornobranche vergleichsweise sehr hohen Budget von 160.000 Euro gedreht.

## Handlung
Vasquez ist ein einflussreicher Drogenbaron. Gemeinsam mit seiner Frau Megan setzt er alles daran sein Imperium auszubauen. Mina, die Tochter seines im Gefängnis sitzenden Geschäftspartners, glaubt, Vasquez hätte ihren Mann verraten und schwört Rache. Dazu sind ihr wirklich alle Mittel recht und so lässt sie sich auf jedes nur erdenkliche, perverse Mittel ein, um ihr Ziel zu erreichen. Sie verführt die sexuell frustrierte Megan, sie gibt sich Polizisten hin, um ihre Bereitschaft zur Kooperation zu beweisen oder nimmt in Paris an einer Orgie teil.

## Auszeichnungen
- 2019: AVN Award – Best Foreign-Shot All-Girl Sex Scene (Megan Rain, Mina Sauvage)
- 2019: AVN Award – Best Foreign-Shot Group Sex Scene (Apolonia Lapiedra, Megan Rain, Alexa Tomas, Emilio Ardana)